# Ornithopsylla laetitiae
Ornithopsylla laetitiae är en loppart som beskrevs av Rothschild 1908. Ornithopsylla laetitiae ingår i släktet Ornithopsylla och familjen husloppor. Inga underarter finns listade i Catalogue of Life.